# SSX7
SSX7 (англ. SSX family member 7) – білок, який кодується однойменним геном, розташованим у людей на короткому плечі X-хромосоми. Довжина поліпептидного ланцюга білка становить 188 амінокислот, а молекулярна маса — 21 591.
| 10         |  | 20         |  | 30         |  | 40         |  | 50         |
| ---------- |  | ---------- |  | ---------- |  | ---------- |  | ---------- |
| MNGDDAFARR |  | PRAGAQIPEK |  | IQKSFDDIAK |  | YFSKKEWEKM |  | KSLEKISYVY |
| MKRKYEAMTK |  | LGFKATLPPF |  | MHNTGATDLQ |  | GNDFDNDRNQ |  | GNQVERPQMT |
| FCRLQRIFPK |  | IMPKKPAEEG |  | NDSKGVPEAS |  | GSQNDGKHLC |  | PPGKPSTSEK |
| INKTSGPKRG |  | KHAWTHRLRE |  | RKQLVIYEEI |  | SDPEEDDE   |  |            |

A: Аланін

C: Цистеїн

D: Аспарагінова кислота

E: Глутамінова кислота

F: Фенілаланін

G: Гліцин

H: Гістидин

I: Ізолейцин

K: Лізин

L: Лейцин

M: Метіонін

N: Аспарагін

P: Пролін

Q: Глутамін

R: Аргінін

S: Серин

T: Треонін

V: Валін

W: Триптофан

Задіяний у таких біологічних процесах, як транскрипція, регуляція транскрипції. 